# Селпилсская волость
Селпилсская волость (латыш. Sēlpils pagasts) — одна из двадцати пяти территориальных единиц Екабпилсского края Латвии. Граничит с городом Плявиняс, с Салской, Виеситской, Крустпилсской волостями своего края и с Сунакстской, Стабурагской и Клинтайнской волостями Айзкраукльского края.  
Крупнейшими населёнными пунктами волости являются: Селия (волостной центр), Арбидани, Бисениеки, Битанкалнс, Буйвани, Эзерциемс, Гретес, Яунселпилс, Клеберкалнс, Ликуми, Наудидзани, Павули, Платери, Плитес, Приекшани, Пульпани, Риести, Селпилс, Спиетини, Удрани, Вецселпилс, Закени.
По территории волости протекают реки: Даугава, Пикстере, Рудзайте, Пукюупите, Акменьупите и находятся озёра Балтинюэзерс и Викюэзерс.

## История
В 1945 году в Селпилсской волости Екабпилсского уезда были созданы Яунселпилсский, Селпилсский и Стабурагский сельские советы. После упразднения Селпилсской волости в 1949 году Селпилсский сельсовет вошёл в состав Екабпилсского района. В 1954 году к Селпилсскому сельсовету была присоединена территория упразднённого Эзерского сельсовета, в 1971 году — часть территории Варнавского сельсовета. В 1990 году сельсовет был реорганизован в волость. В 2009 году, по окончании латвийской административно-территориальной реформы, Селпилсская волость вошла в состав Салского края.
В 2021 году в результате новой административно-территориальной реформы Салский край был упразднён, Селпилсская волость была включена в Екабпилсский край.